# واين توماس
واين توماس هو لاعب هوكي الجليد كندي، ولد في 9 أكتوبر 1947 في أوتاوا في كندا.

## وصلات خارجية
- واين توماس على موقع دوري الهوكي الوطني (الإنجليزية)
- واين توماس على موقع EliteProspects.com (الإنجليزية)
- واين توماس على موقع HockeyDB.com (الإنجليزية)
- واين توماس على موقع Hockey-Reference.com (الإنجليزية)